# Saint-Jean-des-Bois
Saint-Jean-des-Bois ist eine Ortschaft im französischen Département Orne in der Normandie. Die bisher eigenständige Gemeinde wurde mit Wirkung vom 1. Januar 2015 mit Yvrandes, Tinchebray, Beauchêne, Frênes, Larchamp und Saint-Cornier-des-Landes zur Commune nouvelle Tinchebray-Bocage fusioniert. Seither ist sie eine Commune déléguée.
Nachbarorte sind Saint-Christophe-de-Chaulieu im Nordwesten, Le Ménil-Ciboult im Norden, Tinchebray im Nordosten, Yvrandes im Südosten, Ger im Süden und Le Fresne-Poret im Südwesten.

## Bevölkerungsentwicklung
| Jahr      | 1962 | 1968 | 1975 | 1982 | 1990 | 1999 | 2008 | 2015 |
| --------- | ---- | ---- | ---- | ---- | ---- | ---- | ---- | ---- |
| Einwohner | 322  | 290  | 238  | 239  | 231  | 197  | 186  | 174  |